# Sturisomatichthys leightoni
Sturisomatichthys leightoni är en fiskart som först beskrevs av Regan 1912.  Sturisomatichthys leightoni ingår i släktet Sturisomatichthys och familjen Loricariidae. Inga underarter finns listade i Catalogue of Life.